# (4199) Andreev
(4199) Andreev est un astéroïde de la ceinture principale.

## Description
(4199) Andreev est un astéroïde de la ceinture principale. Il fut découvert le 1er septembre 1983 à La Silla par Henri Debehogne. Il présente une orbite caractérisée par un demi-grand axe de 2,46 UA, une excentricité de 0,13 et une inclinaison de 6,1° par rapport à l'écliptique.

## Compléments